# Dipartimento delle Bocche dell'Ebro e Montserrat
Bocche dell'Ebro e Montserrat (in lingua francese: Bouches-de-l'Èbre-Montserrat buʃ.dəl.ɛbʁ.mɔ̃.sɛ.ʁa) è stato un dipartimento del Primo impero francese il cui territorio si trova interamente nella regione della Catalogna (attuale Spagna). Venne istituito il 7 marzo 1813 a seguito della fusione per decreto dei preesistenti dipartimenti dell'Impero francese delle Bocche dell'Ebro e del Montserrat. Dopo la ritirata francese e la riconquista spagnola della Catalogna, il dipartimento fu ufficialmente soppresso col trattato di Parigi (1814) e tornò alla Spagna.